# 岩松次郎
岩松 次郎（いわまつ じろう、生年不詳 - 寛正2年（1461年）?）は、室町時代中期の武将。岩松持国の子。岩松成兼は弟。官位は宮内少輔。諱は不明。
長禄2年（1458年）、享徳の乱初期から古河公方足利成氏側だった父持国が室町幕府から派遣された堀越公方足利政知と同族の岩松家純の呼びかけで幕府側に寝返ったのに伴い、次郎も弟の三郎（成兼）と共に幕府に帰服した。翌年の太田庄の戦いで父と共に参戦、負傷して将軍足利義政から感状を送られている。
しかし寛正2年（1461年）、父と共に家純に謀殺されてしまった。理由は持国が成氏に寝返ろうとした所を家純に討たれたと言われている。
弟の成兼は成氏についたが、所領を家純に奪われ没落。岩松氏は家純によって統一される事になる。